# Kids Station
Kids Station (キッズステーション) est une chaîne de télévision japonaise pour enfants spécialisée dans la diffusion d'animes. Elle est accessible par câble et satellite depuis 1993.
En 2017, Sony Pictures Entertainment Japan a annoncé qu'une coentreprise entre elle-même et Mitsui & Co. connue sous le nom d'AK Holdings acquerrait leurs participations respectives dans Animax et Kids Station. Sony détient une participation majoritaire dans la société.

## Propriétaires
- Mitsui & Co. - 67 %
- Tokyo Broadcasting System - 16 %
- Jupiter Telecoms - 15 %
- Horipro - 2 %